# ريكترسفيل
ريكترسفيل (بالألمانية: Richterswil) هي إحدى بلديات مقاطعة هورغن في كانتون زيورخ في سويسرا. تبلغ مساحتها 7.54 كيلومتر مربع، ويقدر عدد سكانها بـ 13454 نسمة (حسب تعداد ديسمبر 2017).

## أعلام
- جون كاسبار وايلد
- مارينا كيلر